# Briollay
 Briollay  es una población y comuna francesa, en la región de Países del Loira, departamento de Maine y Loira, en el distrito de Angers y cantón de Tiercé.

## Demografía
| 661 | 776 | 1164 | 1683 | 2005 | 2282 |
| Para los censos de 1962 a 1999 la población legal corresponde a la población sin duplicidades (Fuente: INSEE [Consultar]) |     |      |      |      |      |